# Воткінськ (станція)
Во́ткінськ (рос. Воткинск) — залізнична станція на залізниці Іжевськ-Воткінськ Горьківської залізниці в Росії. Розташована безпосередньо на території міста Воткінськ, Удмуртія.

## Маршрути
- Курсує лише дві приміські пари Іжевськ - Воткінськ.[2]